# Dawid Brykalski
Dawid Brykalski (ur. 1970, 25 października 1972 lub 16 maja 1973 w Tuszynku) – polski dziennikarz prasowy, publicysta oraz pisarz fantastyki. Absolwent socjologii na Uniwersytecie Łódzkim, a wcześniej VIII L.O. im. Adama Asnyka w Łodzi.
Publikował na łamach takich czasopism, m.in. „Nowa Fantastyka”, „SFinks”, „Maxim”, „Machina”, „SFera”, „Reset”, „Gazeta Wyborcza”, „Muza”, „Teraz Rock”, „Echo Miasta”, Metal Hammer, „TopGuitar”, „Muzyk”, "Kalejdoskop". Organizator spotkań z pisarzami i konwentów fantastycznych. Producent, organizator koncertów i widowisk.
Od roku 2012 rzecznik prasowy Międzynarodowego Festiwalu Producentów Muzycznych Soundedit. Współproducent projektu „Metropolis”. Współpracownik pierwszej polskiej niezależnej filharmonii – Filharmonia Futura. Pracował w Teatrze Wielkim w Łodzi. Stypendysta Ministerstwa Kultury i Dziedzictwa Narodowego. Stypendysta ZAiKS. 

## Opinie
W fandomie uznawany bywa za postać kontrowersyjną. W 2003 otrzymał Złotego Meteora (antynagrodę Śląskiego Klubu Fantastyki) za metody stosowane w autopromocji. Sam Dawid Brykalski uważa, że powodem był jego wywiad pt. Żyję tak jak umiem z Markiem Oramusem zamieszczony w Rozmowach przekornych i zapowiedział przyznanie własnej nagrody o nazwie Paczka chusteczek higienicznych.

## Twórczość
- Dawid Brykalski: Nie ma tego złego, co na gorsze by nie wyszło. Gdańsk: Gdański Klub Fantastyki, 2000, s. 146. ISBN 839434620X.
- Dawid Brykalski: Autostopem przez wyobraźnię. Michałowice: Labirynt, 2004, s. 281. ISBN 83-919658-2-1.
- Dawid Brykalski: Rozmowy przekorne. Wydawnictwo Cyklady, 2003, s. 312. ISBN 83-86859-76-8.
- Dawid Brykalski, Magdalena Zaleska: Taxi, Taxi! t. 1, albo o ludziach, taksówkach i innych zwierzętach. Brak numerów stron w książce
- Dawid Brykalski: Sprzedać duszę diabłu t. 1. Poznań: Kagra, 2011, s. 178. ISBN 978-83-87598-24-2.
- Dawid Brykalski; Chwila zwątpienia, Łódź, DB, 2020, s. 136. ISBN 978-83-958154-0-9
- Władysław Komendarek, Dawid Brykalski; Komendarek_życie pozaziemskie, Sosnowiec, GAD Records, 2024, s. 200, ISBN 978-83-61637-26-4

Filmy
- Władysław Komendarek – W Kosmosie zawsze jest dobrze; scenariusz i reżyseria /współreżyser – Marcin Nowak/ prod. 2013 r. Fundacja Art Industry. Premiera 26.10.2013 r.

Antologie
- Dawid Brykalski: „Władysław Komendarek – Bunt ponad wszystko”. W: Antologia Polskiej Muzyki Elektronicznej. wyd. I. Narodowe Centrum Kultury. ISBN 978-83-7982-230-0.
- Dawid Brykalski: Co krok to smok. W: Smoki. Wyd. I. Labirynt, 6 2005, s. 144. ISBN 83-919658-4-8.
- Dawid Brykalski: Córa Wenus. W: Obcy. Wyd. I. Labirynt, 7 2007, s. 116. ISBN 978-83-919658-7-0.
- Antologia Polskiej Muzyki Elektronicznej https://web.archive.org/web/20170211080554/http://www.nck.pl/varia/318521-antologia-polskiej-muzyki-elektronicznej/